# Roodkopmus
De roodkopmus (Passer cinnamomeus) is een zangvogel uit de familie van mussen (Passeridae).

## Verspreiding en leefgebied
De soort komt voor in delen van Oost-Azië en in de Himalaya en telt drie ondersoorten:
- P. c. cinnamomeus: noordoostelijk Afghanistan, de Himalaya en zuidelijk Tibet.
- P. c. intensior: noordoostelijk India, Myanmar, zuidelijk China en noordelijk Indochina.
- P. c. rutilans: het noordelijke deel van Centraal-en oostelijk China, Korea, Taiwan, Sachalin, de Koerilen en Japan.